# Ngựa hoang Mông Cổ
Ngựa hoang Mông Cổ hay còn gọi là ngựa hoang Przewalski Khalkha tiếng Mông Cổ: тахь, takhi; Ak Kaba Tuvan: [daɣə//daɢə] dagy; tiếng Ba Lan: [pʂɛˈvalskʲi]) hay còn được gọi theo tên khác là ngựa hoang châu Á là những con ngựa hoang phân bố trên những thảo nguyên ở Mông Cổ. Ngựa hoang Mông Cổ là một trong những biểu tượng của hệ động vật Mông Cổ và là tổ tiên của giống ngựa Mông Cổ. Ngựa Przewalski được đặt tên theo nhà thám hiểm người Nga là Nikolai Mikhailovich Przewalski, người đầu tiên phát hiện ra chúng vào khoảng năm 1880 tại khu vực sa mạc Gobi.
Ngựa Przewalski được xếp vào nhóm có nguy cơ tuyệt chủng trong thiên nhiên. Từ năm 1960, loài ngựa quý hiếm này đã được liệt vào nhóm động vật có nguy cơ tuyệt chủng cao của Sách Đỏ. Đây phân loài quý hiếm và nguy cấp của ngựa hoang có nguồn gốc từ các thảo nguyên Trung Á, đặc biệt là Mông Cổ. Từng được xem là tuyệt chủng, ngựa pregoaski đã được tái thả vào tự nhiên Vườn quốc gia Khustain Nuruu, Khu bảo tồn thiên nhiên Takhin Tal và Khu bảo tồn thiên nhiên Khomiin Tal..

## Đặc điểm
Một con ngựa hoang Mông Cổ trưởng thành nặng khoảng 250-300 kg hoặc từ 250–350 kg, cao tầm 1m30 và dài 2m. Loài ngựa màu nâu này có chiếc cổ ngắn một cách đặc trưng. Đặc biệt, ngựa Przewalski có 66 nhiễm sắc thể thay vì 64 như những loài ngựa khác. Thức ăn chủ yếu của loài ngựa thảo nguyên này là cỏ và một số loài thực vật đặc biệt. Vào mùa đông, khi cây cỏ không phát triển một số khu bảo tồn sẽ cho chúng ăn cỏ khô, đậu và ngô. Đây cũng là loài ngựa ăn cỏ lâu nhất với thời gian ăn cỏ trong ngày vượt quá 12 tiếng. Ngựa hoang Mông Cổ có thể phát hiện nguy hiểm từ khoảng cách 300 mét và bỏ chạy ngay lập tức, chúng có khả năng chịu rét và chịu nóng rất tốt cũng như tốc độ chạy tương đối tốt lên đến 60 km/giờ. Loài ngựa này có vòng đời tương đối dài, từ 20-25 năm. Khác với các loài ngựa "hoang" khác đã từng được thuần hóa, loài ngựa hoang Mông Cổ chưa bao giờ được thuần hóa, và là loại ngựa hoang thật sự duy nhất còn tồn tại đến nay.

## Lịch sử
Khoảng 20.000 năm trước, loài ngựa này sống tại Châu Âu nhưng biến đổi khí hậu khiến chúng rời môi trường sống sang Châu Á. Loài ngựa thảo nguyên Mông Cổ này từng có số lượng rất đông đúc, thậm chí chúng còn di cư ngược sang vùng Tây Âu để sinh sống, chúng từng có phân bố ở châu Âu (Ba Lan, Belarus, Litva, Đức, Ukraina và Nga), Kazakhstan, Mông Cổ và Trung Quốc. Sau nhiều thế kỷ chống chọi với sự biến đổi khắc nghiệt của khí hậu thì hiện nay ngựa Przewalski còn là nạn nhân của những kẻ săn bắn trộm, khiến số lượng giảm mạnh.
Theo các câu truyện cổ truyền miệng của Trung Quốc, cách đây 2.000 năm, một phạm nhân bị lưu đày đã nhìn thấy loài ngựa hoang này ở khu vực gần thành Đôn Hoàng, nơi giao với Con đường Tơ lụa. Người phạm nhân lập mưu bắt ngựa để dâng cho vua Hán Vũ Đế nhưng không thành. Thậm chí, nhà vua còn viết một bài thơ về loài ngựa lạ này. Đây là một trong những loài ngựa được sử dụng nhiều nhất trong chiến trận. Chính ngựa này là loài ngựa được quân Mông Cổ sử dụng để đánh chiếm các nước châu Âu và xâm lược Việt Nam trong quá khứ. Ngựa hoang Mông Cổ còn được sử dụng vào mục đích đi săn và là một biểu tượng cho sự dũng mãnh, kiêu hùng của các chiến tướng châu Á thời cổ đại, trung đại và cận đại. châu Âu ghi nhận loài ngựa này vào cuối thể kỷ 19 khi nhà thám hiểm người Nga Đại tướng Nikolai Mikhailovich Przewalski (1839-1888) phát hiện ra chúng tại các núi giáp với sa mạc Gobi khi ông tới miền Tây Mông Cổ vào năm 1879 và phát hiện ra loài ngựa này trước khi du nhập về châu Âu.

## Nguy cơ

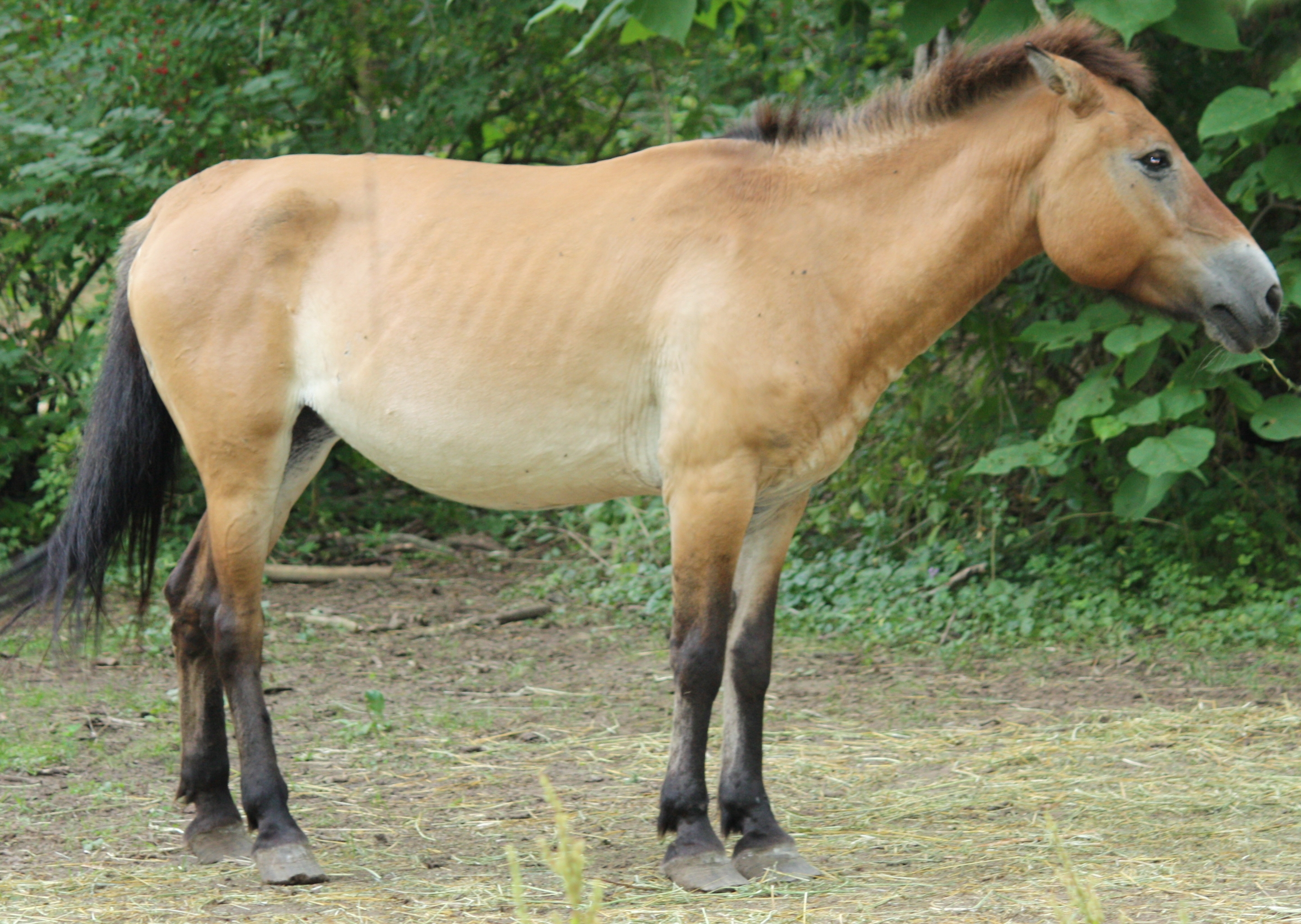
Một con ngựa hoang Mông Cổ

Số ngựa Przewalski giảm mạnh sau năm 1945 và chỉ còn lại một nhóm nhỏ trong những năm tiếp theo. Nguyên nhân của tình trạng này là săn bắn, hoạt động quân sự và áp lực sử dụng đất gia tăng. Ngoài ra, với số lượng ít ỏi ngựa Przewalski trong tự nhiên có thể dẫn đến giao phối cận huyết. Vào thế kỷ 20, loài ngựa này ở trên bờ vực tuyệt chủng do nạn săn bắt. Vào năm 1969, một nhà khoa học Mông Cổ đã nhìn thấy một con ngựa đực loại này ở sa mạc Gobi. Đây là lần cuối cùng con người nhìn thấy giống ngựa này trong tự nhiên. Ngựa hoang Przewalski đã bị cảnh báo tuyệt chủng từ 44 năm trước. Đến năm 2008 có khoảng 500 con ngựa thuộc loài này đang sống trong tự nhiên và 1.500 con sống trong các vườn thú và khu bảo tồn.
Ngày nay, ngựa Przewlski sống sót nhờ vào việc gây giống trong điều kiện nuôi nhốt. Hiện có khoảng 1.800 đến 2.000 con ngựa Przewalsi đang sinh sống tại vùng thảo nguyên Mông Cổ và các khu bảo tồn trên toàn thế giới. Hiện có tổng số 1.800 con ngựa Przewalski sống trên toàn thế giới, trong đó có rất nhiều con sống tại vườn thú Praha. Khoảng 1/4 số ngựa này được thả vào tự nhiên hồi cuối năm 2011 nhờ thành công của các biện pháp nhân giống thuần chủng. Ngựa hoang Mông Cổ tồn tại trong tự nhiên chủ yếu là Mông Cổ chỉ còn khoảng hơn 300 cá thể nhưng ngựa pregoaski đã và đang là loài ngựa được nhân giống và thuần chủng nhiều nhất thế giới.
Tại Khu Bảo tồn Thiên nhiên Quốc gia Hồ Tây có 27 con ngựa Przewalski đang sinh sống chúng là kết quả của một quá trình dài nỗ lực nhân giống và bảo vệ của Khu bảo tồn kể từ năm 2010. Đặc biệt là việc một con ngựa hoang đầu tiên ra đời nhờ thụ tinh ống nghiệm. Vườn thú Praha, Cộng hòa Séc sẽ đưa thêm các con ngựa hoang Przewalski tới Mông Cổ. Đây là một nỗ lực nhằm đưa loài động vật này trở lại môi trường sống bản địa của chúng. Có ba con ngựa cái và một con ngựa giống đã được đưa đến tỉnh Khomiin Tal, Mông Cổ và thêm bốn con ngựa nữa sẽ được đưa tới Mông Cổ.

## Thụ tinh nhân tạo
Để bảo tồn, người ta đã dùng kỹ thuật nhân giống bằng thụ tinh. Theo phương pháp này đã có con ngựa thuộc giống ngựa hoang Mông Cổ (ngựa Przewalski), được sinh ra bằng phương pháp thụ tinh nhân tạo do Viện bảo tồn sinh học Smithsonian (SCBI) thực hiện đã mở ra hy vọng mới cho việc bảo tồn các loài động vật quý hiếm. Ngựa mẹ đã có một thai kỳ bình thường kéo dài 340 ngày và quá trình sinh sản diễn ra trong 10 phút. Đây là con ngựa hoang đầu tiên ra đời nhờ thụ tinh ống nghiệm. Ban đầu phải thuần hóa ngựa hoang. Họ huấn luyện chúng để có thể thu được mẫu nước tiểu, rồi sau đó thu thập tinh trùng từ ngựa đực. Đồng thời, phải giám sát nồng độ horrmone của ngựa cái và chu kỳ động dục của nó. Từ đó mới có những tính toán phù hợp để quá trình thụ tinh diễn ra thành công.
Rút kinh nghiệm từ những lần thụ tinh nhân tạo không thành công, người ta quyết định rút ngắn quãng đường đi của tinh trùng, với số lượng ít ỏi ngựa Przewalski trong tự nhiên có thể dẫn đến giao phối cận huyết. Thụ tinh nhân tạo sẽ giúp đa dạng hóa nguồn gene, vừa giúp động vật phát triển và duy trì nòi giống, phương pháp này cũng an toàn và hạn chế chi phí phát sinh do phải vận chuyển ngựa hoang đến nơi giao phối. Ngựa hoang Przewalski đã bị cảnh báo tuyệt chủng từ 44 năm trước. Đến năm 2008 có khoảng 500 con ngựa thuộc loài này đang sống trong tự nhiên và 1.500 con sống trong các vườn thú và khu bảo tồn, nhưng rất khó để phát triển lượng cá thể ngựa này bằng phương pháp thụ tinh tự nhiên 

## Khám phá mới
Một khám phá mới vào năm 2018 cho biết ngựa hoang Mông Cổ thực chất là giống ngựa nhà đã bỏ trốn khỏi chủ nhân. Dựa trên một công trình khảo cố tại hai địa điểm ở khu vực Bắc Kazakhstan, gồm Botai và Krasnyi Yar, nơi các nhà khoa học tìm thấy bằng chứng đầu tiên về sự thuần hóa ngựa cách đây hơn 5.000 năm. Các nhà khoa học đã sắp xếp bộ gene của 20 giống ngựa từ Botai dựa trên những chiếc răng và mảnh xương được khai quật và 22 loài ngựa có nguồn gốc cả châu Á và châu Âu. Sau đó, họ so sánh bộ gene của những giống ngựa cổ đại này với bộ gene đã được công bố của 18 loài ngựa cổ đại và 28 giống ngựa hiện đại cho thấy giống ngựa Przewalski có nguồn gốc từ những con ngựa được người dân Botai nuôi dưỡng cách đây khoảng 5.500 năm trước, điều này có nghĩa giống Przewalski không thực sự là giống ngựa hoang thực thụ, đây được đánh giá phát hiện này là một bất ngờ lớn, đồng nghĩa không còn loại ngựa hoang dã nào tồn tại, phát hiện này cũng đặt ra câu hỏi về nguồn gốc thực sự của những loài ngựa nhà hiện nay.

## Trong văn hóa
Nhiều người truyền tai nhau rằng ở Mông Cổ có tín ngưỡng thờ ngựa, nguồn gốc của tin đồn này là Takhi trong tiếng Mông Cổ có nghĩa là tinh thần, (được coi là) đã tuyệt chủng trong tự nhiên từ những năm 1960. Takhi sở hữu khả năng phi cực nhanh, đã có thời các kỵ sỹ Mông Cổ ngày đêm tìm cách khống chế Takhi để mong chú ngựa cái của mình được phối giống với nó, nhưng họ chưa bao giờ làm được điều đó. Người Mông Cổ coi Takhi là bảo vật quốc gia. Việc một số chương trình lên kế hoạch đưa loài ngựa này trở lại các thảo nguyên ở Mông Cổ và sa mạc Gobi có ý nghĩa lớn với đất nước Mông Cổ, nơi ngựa là biểu tượng của tự do và hạnh phúc.